# Don't Stop Me Now/Please, Please
"Don't Stop Me Now"/"Please, Please" é o primeiro single lançado para o álbum Motion in the Ocean, da banda britânica McFly. Foi liberado em 17 de julho de 2006, pela Island Records, sendo o terceiro duplo a-side da banda.
"Don't Stop Me Now", escrita por Freddie Mercury, é um cover da banda Queen, enquanto "Please, Please" foi composta pelos quatro membros da banda e por Jason Perry. O duplo a-side debutou na primeira posição da UK Singles Chart, parada oficial de singles do Reino Unido, além da #15 na Irish Singles Chart, da Irlanda.

## Formatos e faixas
| CD 1 |                     |         |  |
| N.º  | Título              | Duração |  |
| 1.   | "Don't Stop Me Now" | 3:27    |  |
| 2.   | "Please, Please"    | 3:09    |  |

| CD 2 |                                                     |         |  |
| N.º  | Título                                              | Duração |  |
| 1.   | "Please, Please"                                    | 3:09    |  |
| 2.   | "Don't Stop Me Now"                                 | 3:27    |  |
| 3.   | "5 Colours in Her Hair" (versão dos Estados Unidos) | 3:01    |  |
| 4.   | "5 Colours in Her Hair" (ao vivo)                   | 5:58    |  |
| 5.   | "5 Colours in Her Hair" (vídeo ao vivo)             |         |  |
| 6.   | "Clips of Harry in India For Sport Relief" (vídeo)  |         |  |

| DVD single |                                            |         |  |
| N.º        | Título                                     | Duração |  |
| 1.         | "Please, Please"                           | 3:09    |  |
| 2.         | "Please, Please" (vídeo)                   | 3:22    |  |
| 3.         | "Don't Stop Me Now"                        | 3:27    |  |
| 4.         | "I've Got You" (versão dos Estados Unidos) |         |  |
| 5.         | "I've Got You" (vídeo)                     | 3:30    |  |
| 6.         | "Video Shoot Footage"                      |         |  |

## Paradas musicais
| Parada (2004)       | Melhor posição |
| ------------------- | -------------- |
| UK Singles Chart    | 1              |
| Irish Singles Chart | 15             |

### Paradas de final de ano
| Parada (2005)        | Posição |
| -------------------- | ------- |
| UK Chart of the Year | 89      |